# Ester (Alaska)
Ester est une ville d'Alaska aux États-Unis. C'est une Census-designated place, dans le Borough de Fairbanks North Star, sa population était de 1 978 habitants en 2007. Elle se situe à un kilomètre de la George Parks Highway qu'elle rejoint au kilomètre 566 et à 10 kilomètres de Fairbanks.

## Histoire
C'est en 1903 qu'a été installé le premier campement de mineur, sur l'Ester Creek, par Latham A.Jones, appartenant à l'Eagle Mining Company, une des plus importantes prospections du bassin minier de Rampart. Toutefois, c'est John Jack Mihalcik un tchécoslovaque, émigrant né en 1866, qui le premier, découvrit de l'or dans la rivière.
Dès 1907, 200 personnes vivaient à Ester, exploitant les ressources minières. Une salle commune y avait été installée, laquelle servait de salle de bal aussi bien que de lieu de culte, ou de salle de jeux. Il y avait aussi cinq saloons, et deux hôtels. En 1908 et 1910, la salle commune servit aussi de lieu de réunion pour les candidats au siège de la délégation territoriale. Dès 1909, Ester possédait aussi un terrain de baseball, un médecin, un syndicat local et un enseignant. Toutefois, l'extraction de l'or commençait à diminuer. 
Au milieu de l'année 1920, la compagnie minière de Fairbanks commença à acheter les installations d'Ester Creek, et ajouta des dragues flottantes et un large puits ouvert de mine. L'exploitation se poursuivit pendant 20 ans.
En 1958, la compagnie exploitante revendit ses installations qui devinrent plus tard un lieu historique avec des animations culturelles auxquelles a participé Robert William Service.
C'est en 1987 que le campement minier fut définitivement nommé Ester Camp Historic District et intégré au Registre national des lieux historiques.
Actuellement, Ester n'est pas seulement une banlieue dortoir de Fairbanks mais possède une communauté active, avec sa propre bibliothèque, son journal, sa poste, son élevage de chiens de traîneaux, ainsi que de nombreuses galeries d'art, sans oublier trois mines encore actives. Beaucoup parmi ses habitants travaillent à Fairbanks, ou à l'université d'Alaska. Toutefois, plusieurs entreprises y sont installées, procurant du travail localement aux résidents.

## Démographie
| 1940 | 1950 | 1960 | 1970 | 1980 | 1990 |
| ---- | ---- | ---- | ---- | ---- | ---- |
| 218  | 74   | 81   | 264  | 149  | 147  |

| 2000  | 2010  | - | - | - | - |
| ----- | ----- | - | - | - | - |
| 1 680 | 2 422 | - | - | - | - |